# Saint-Victour
Saint-Victour är en kommun i departementet Corrèze i regionen Nouvelle-Aquitaine i de centrala delarna av Frankrike. Kommunen ligger  i kantonen Bort-les-Orgues som tillhör arrondissementet Ussel. År 2022 hade Saint-Victour 194 invånare.

## Befolkningsutveckling
Antalet invånare i kommunen Saint-Victour
Referens:INSEE